# Stäfa
Stäfa (im zürichdeutschen Ortsdialekt Stääfe [ˈʃtæːfə]) ist eine politische Gemeinde im Schweizer Kanton Zürich. Sie liegt am oberen rechten Zürichseeufer – der sogenannten Goldküste – am südöstlichen Ende des Pfannenstiels und gehört zum Bezirk Meilen. Die Gemeinde erstreckt sich über ein Höhenintervall zwischen 613 Metern über Meer beim Stäfnertürli und 403 m am Seeufer.

## Geographie
Am See liegen die Ortsteile Oetikon (zürichdeutsch Öödike, am Hafen), Kehlhof (zürichdeutsch Chällhoof), Uerikon (zürichdeutsch Üürike), beim heutigen Bahnhof Oberhusen, in Hanglage Uelikon (zürichdeutsch Üülike), Grundhalden, Dorf (bei der reformierten Kirche), und zwischen dem See und dem Fuss der Buechhalden-Reben liegt der Weiler Mutzmalen (zürichdeutsch i de oder a de Mutzmaale).
Die Fläche beträgt 859 ha, davon 46 % Landwirtschaft, 19 % Wald, 27 % Siedlungen, 7 % Verkehr.

## Geschichte
Das Zürichseeufer von Stäfa ist seit der Jungsteinzeit besiedelt, wie 1937 in Ürikon gefundene Spuren einer damaligen Siedlung belegen. 1874 bereits wurde im Ortsteil Oberredlikon ein Mädchengrab mit verschiedenen Grabbeigaben gefunden, das auf etwa 400 v. Chr. datiert wurde.
Der Ortsname «Stäfa» findet sich erstmals 958 als Steveia bezeugt (972, 996, 1018 Stéueia, Steueia) und dürfte alemannischer Herkunft sein. Im Vorderglied wird ein altalemannisches Substantiv *stëf vermutet (vgl. schweizerdeutsch Stääf ‹Drahtstift; (eiserne) Spitze des Spazierstockes›, verwandt mit althochdeutsch stift, oberdeutsch steft ‹Stachel, Dorn, Nadel›). Im Hinterglied verbirgt sich wohl altalemannisch *eia (schweizerdeutsch Ei, Eie) ‹Insel, Land am Wasser›, eine Nebenform des gleichbedeutenden althochdeutschen ouwa. Somit wäre als Grundform des heutigen Stäfa ein rekonstruiertes *Stëfeia oder allenfalls *Stëfeneia mit einer Bedeutung ‹Land am Wasser bei oder mit Pfahlspitzen› anzusetzen. Das Namenmotiv könnte ein mit Pfählen abgesichertes Landstücks am See sein. Ältere Herleitungen, die auf das Keltische zurückgehen, werden aus Gründen der lautgesetzlichen Verhältnisse heute nicht mehr weiterverfolgt.
1794/95 gab die Gemeinde einer Auseinandersetzung über die politische und wirtschaftliche Benachteiligung der Zürcher Landschaft gegenüber der Stadt ihren Namen (→ Stäfnerhandel).
1837 wurde der obere Teil des Stäfner Kirchturmes vom Architekten Ferdinand Stadler neu aufgebaut.
Anfang 1952 begann Robert Barth, Begründer des Unternehmens «Milkin-Institut Robert R. Barth», in einer ehemaligen Weinhandlung in Stäfa mit der Produktion des schweizerischen Erfolgsgetränks Rivella, das heute als Nationalgetränk in der Schweiz auf dem zweiten Platz hinter Coca-Cola steht.

Historisches Luftbild aus 150 m von Walter Mittelholzer von 1919
Historisches Luftbild von Werner Friedli vom 16. Juli 1953

## Wappen
Blasonierung
In Silber die heilige Verena, golden nimbiert, in goldenem Kleid und rotem Mantel, in der Rechten einen goldenen Kamm, mit der Linken einen grünen Wasserkrug haltend.
Das Wappen von Stäfa zeigt seit 1526 die heilige Verena, die im Schild der damaligen Obervogtei geführt wurde.

## Bevölkerung
In Stäfa wohnten Ende 2020 14'782 Menschen. Der Ausländeranteil lag bei 19,1 %.

## Politik
Bei den Nationalratswahlen 2023 betrugen die Wähleranteile in Stäfa: SVP 24,74 % (−0,38), SP 19,53 % (+2,25), FDP 16,93 % (+0,01), glp 15,13 % (−1,81), Grüne 9,06 % (−3,12), Mitte 7,75 % (+2,46), EVP 2,37 % (−0,63), EDU 1,64 % (−0,22).
Gemeindepräsident ist seit 2014 Christian Haltner.

## Kirchen
41,4 % der Bevölkerung zählen sich zur evangelisch-reformierten Konfession, 25,1 % zur römisch-katholischen. Bei den evangelischen Freikirchen sind deren drei in der lokalen Sektion der Evangelischen Allianz verbunden: die Chrischona-Gemeinde, die Evangelische Täufergemeinde ETG und die Hausgemeinde Lendi/Grau.

## Wirtschaft

### Weinbau

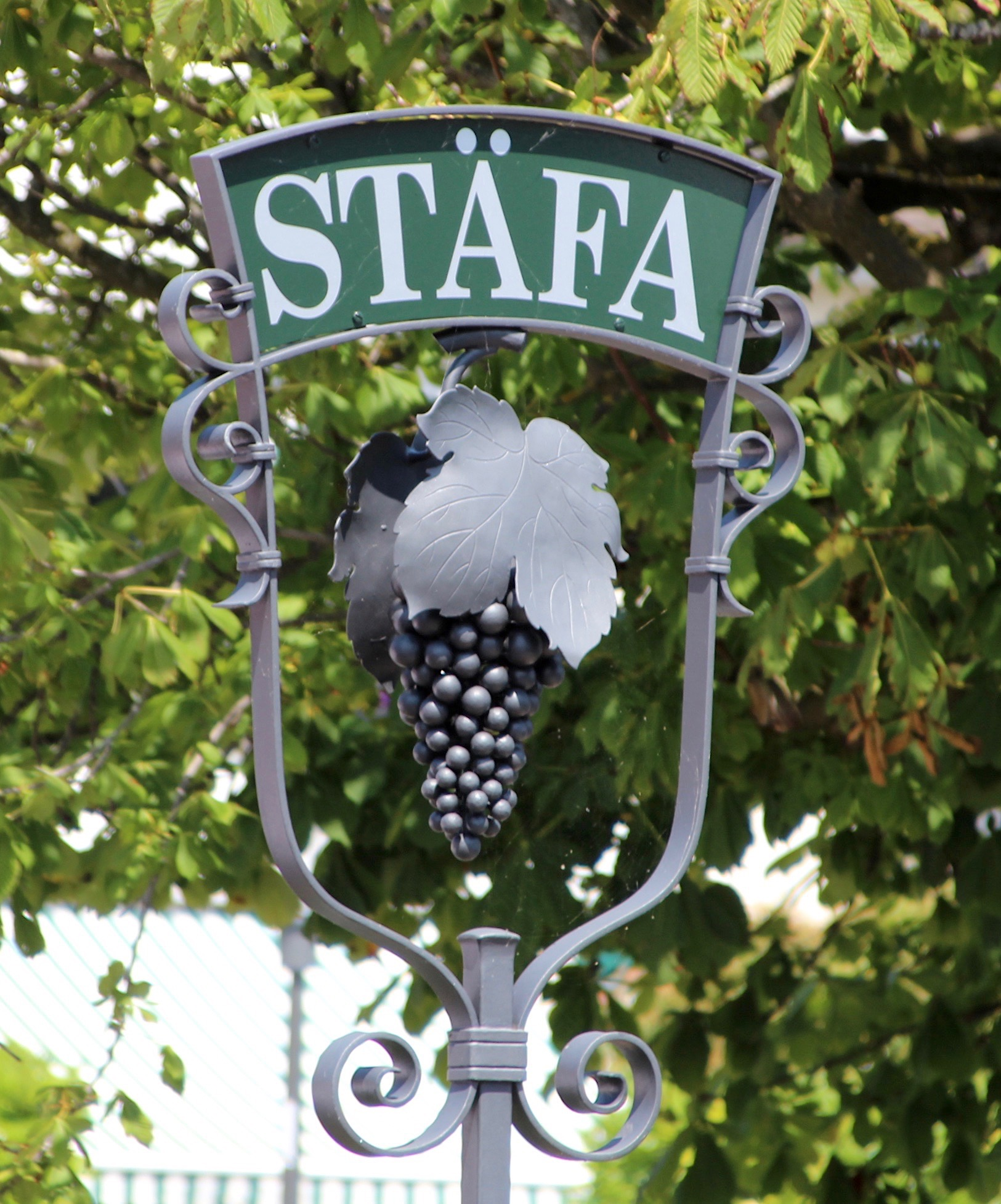
Traube am Schiffsteg

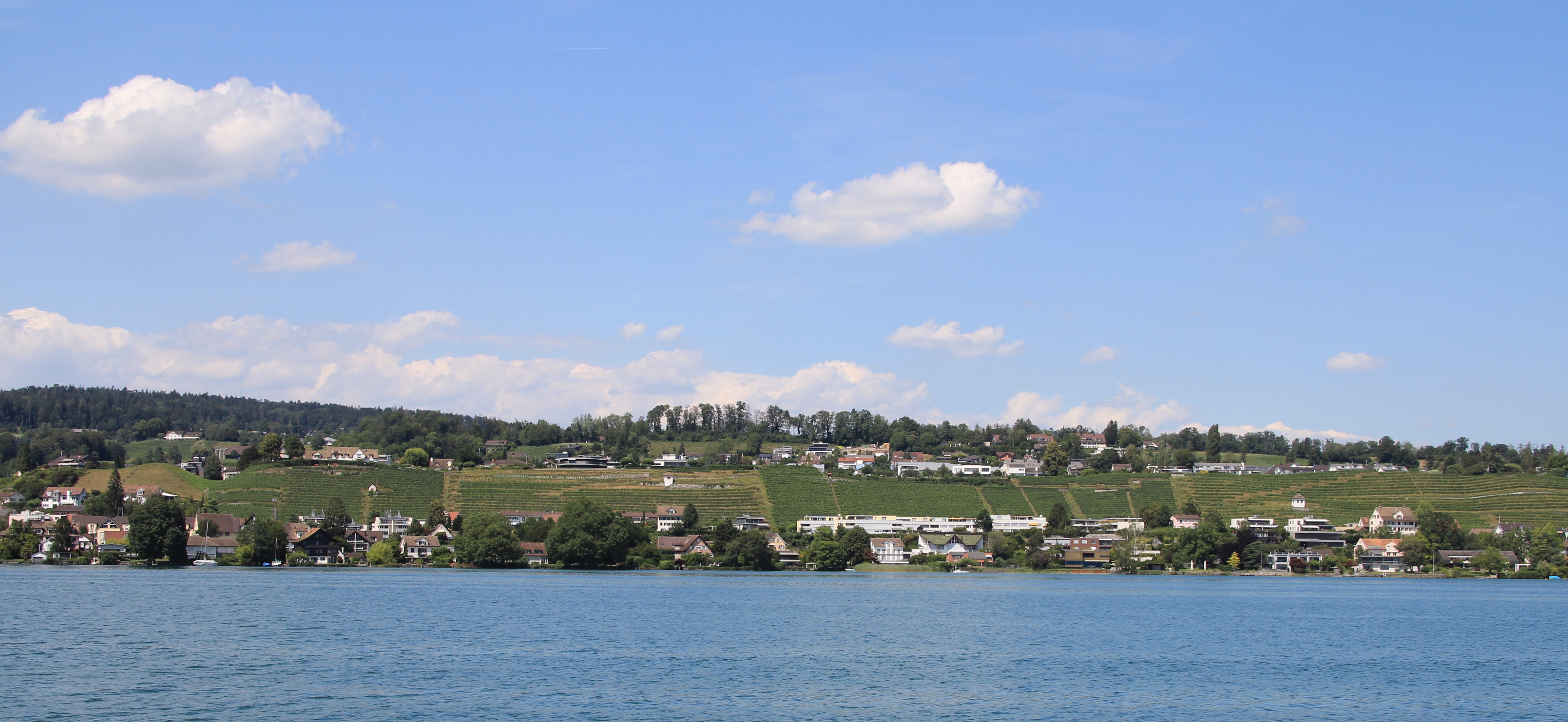
Rebberg Sternenhalde

Stäfa ist die grösste Weinbaugemeinde im Kanton Zürich und blickt auf eine lange Weinbautradition zurück, da die Lage an der sonnigen Goldküste, der Zürichsee als Wärmespeicher und die häufigen Föhnlagen ideale Voraussetzungen bilden. (Siehe hierzu auch den Artikel Weinbau am Zürichsee.)
1969 wurden die Rebberge Kirchbühl, Lattenberg und Sternenhalde sowie Risi Ürikon durch die Gemeindeversammlung vor der Überbauung bewahrt und unter Schutz gestellt. Seither orientiert der Reblehrpfad Stäfa-Ürikon über Reben und Arbeiten im Weinberg.

### Ansässige Unternehmen
Ihren Sitz in Stäfa haben u. a. die auf Hörsysteme spezialisierte Sonova Holding AG, der Sensorhersteller Sensirion und die Landi Zürichsee AG.

## Verkehr

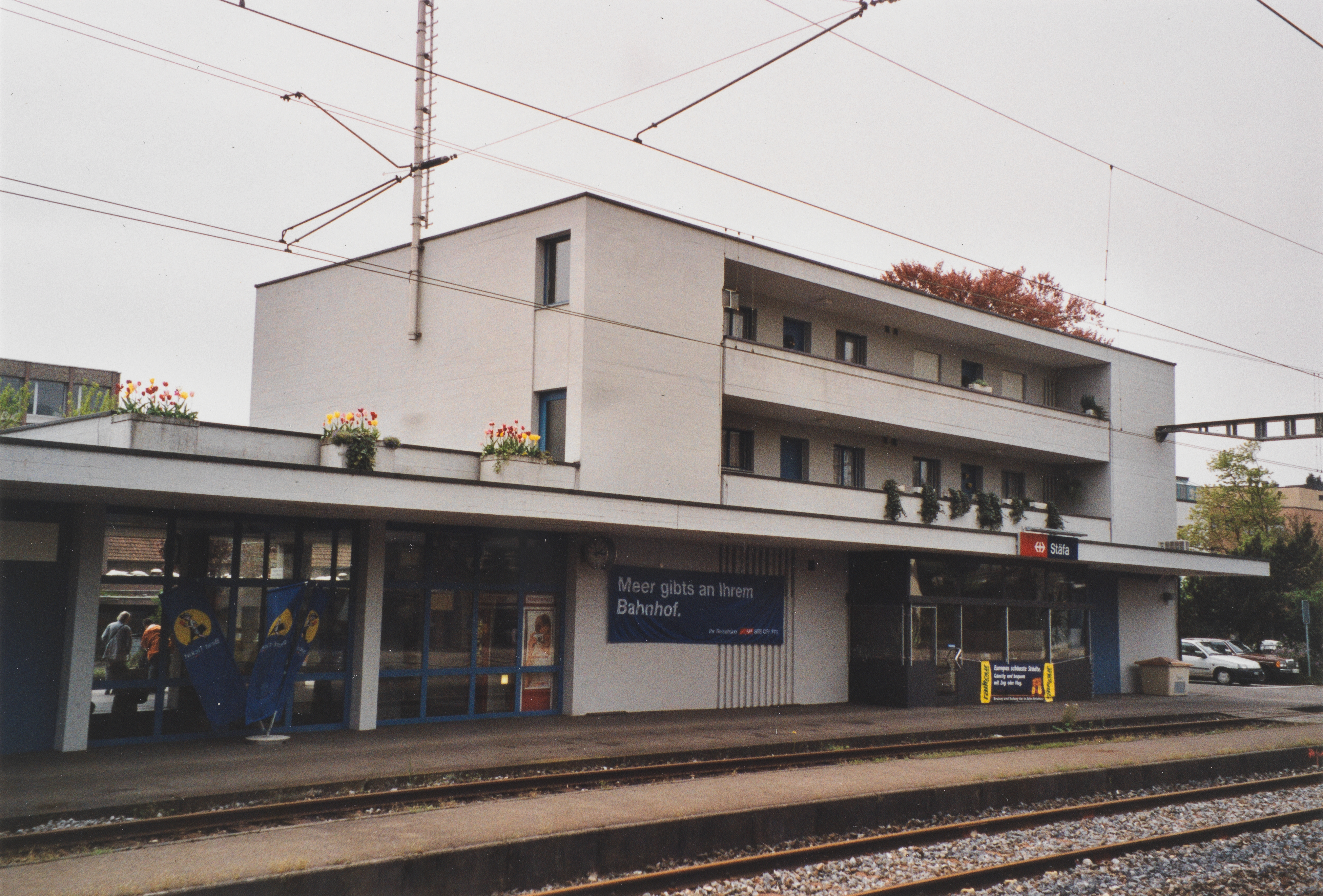
Bahnhof Stäfa (2001)

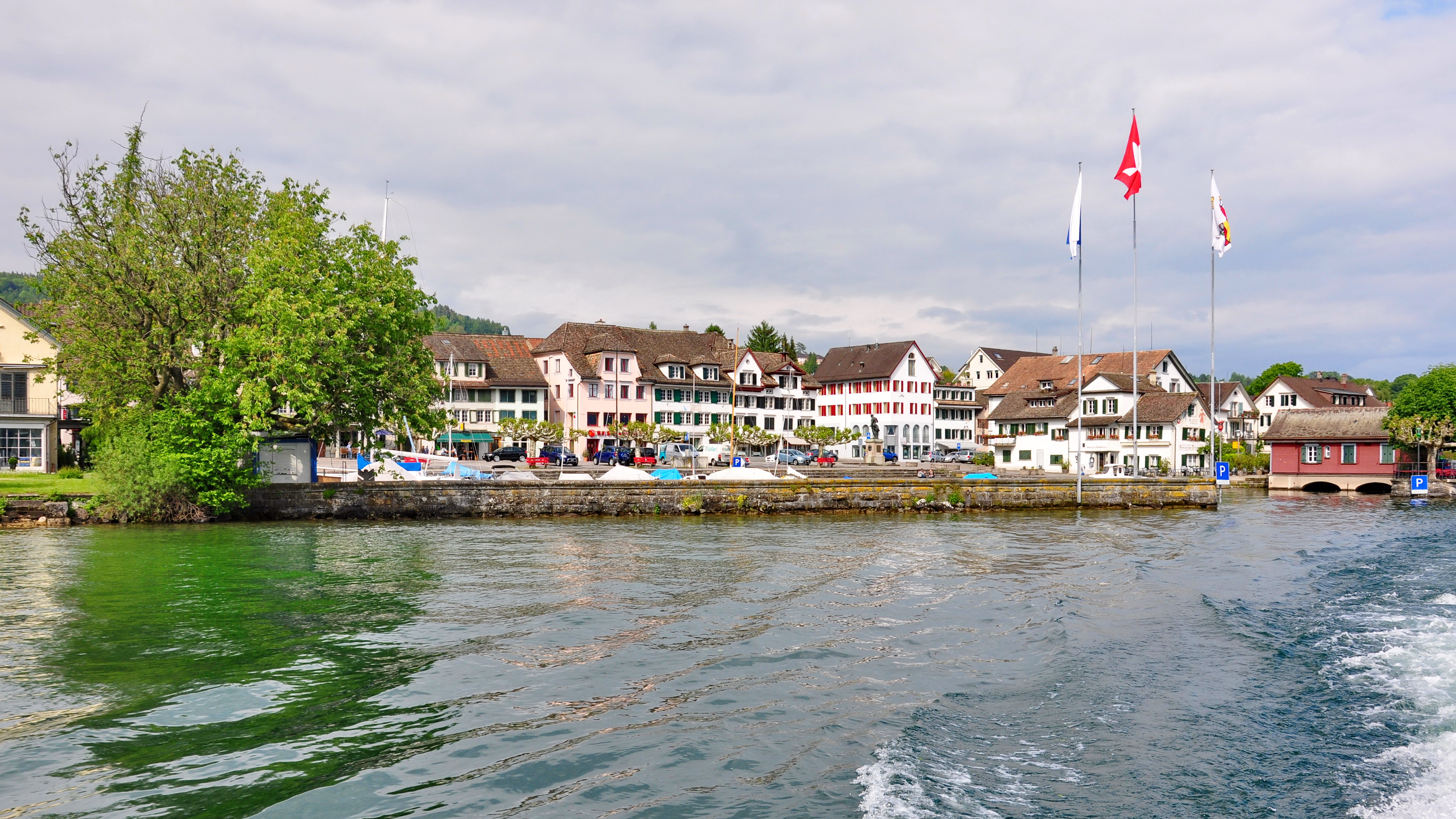
Der Hafen am Zürichsee (2009)

### Bahnverkehr
Die rechtsufrige Zürichseebahn (Zürich–Meilen–Rapperswil) gilt als Vorläuferin der S-Bahn Zürich. In den 1960er Jahren erhielt sie eigens vom Kanton Zürich finanzierte RABDe 12/12-Triebzüge («Mirage») und den sogenannten starren Fahrplan (heute Taktfahrplan). Auf der Linie wurden als Vorläufer der S-Bahn ab 1968 der Halbstundentakt und der Wegfall der regelmässigen Fahrkartenkontrolle getestet und rund 25 Jahre später auf den gesamtschweizerischen Regionalverkehr ausgedehnt.
In der Gemeinde gibt es zwei Bahnstationen: Stäfa im unteren Haslenbach und Uerikon. Letztere war 1901–1947 Ausgangspunkt der Uerikon-Bauma-Bahn.
Folgende Linien der S-Bahn Zürich verkehren von den Bahnhöfen Stäfa und Uerikon:
- S 7 Winterthur – Kloten – Zürich HB – Meilen – Rapperswil
- S 20 (Uerikon – Zürich Stadelhofen – Zürich HB – Zürich Hardbrücke)
- SN7 Bassersdorf – Kloten – Zürich HB – Meilen – Stäfa  (nur bis Stäfa)

### Busverkehr
Folgende Buslinien werden durch die Verkehrsbetriebe Zürichsee und Oberland (VZO) bedient:
- 880 Stäfa Frohberg – Hombrechtikon – Wolfhausen – Bubikon – Bad Kämmoos – Bahnhof Rüti
- 925 Bahnhof Stäfa – Bahnhof Männedorf – Bahnhof Meilen
- 950 Bahnhof Stäfa – Oetwil am See
- 951 Bahnhof Stäfa – Laubisrüti – Bahnhof Uerikon
- 952 Bahnhof Stäfa – Kehlhof – Bahnhof Uerikon
- 955 Bahnhof Stäfa – Laubisrüti – Hombrechtikon

### Schiffsverkehr
An den Anlegeplätzen Stäfa und Uerikon halten die Schiffe der Zürichsee-Schiffahrtsgesellschaft auf der Linie Zürich Bürkliplatz – Rapperswil.

### Strassen
Stäfa liegt an der Seestrasse (Hauptstrasse 17) und hat in Uelikon Anschluss an die Pfannenstiel-Höhenstrasse nach Männedorf-Uetikon am See-Meilen. Direkte Verbindungen ins nördliche Zürcher Oberland sind über die Nebenstrassen nach Oetwil am See und Hombrechtikon gegeben.

## Infrastruktur

### Abwasser
Stäfa reinigt sein Abwasser in der Kläranlage Bahnhofstrasse.

## Kunst, Kultur

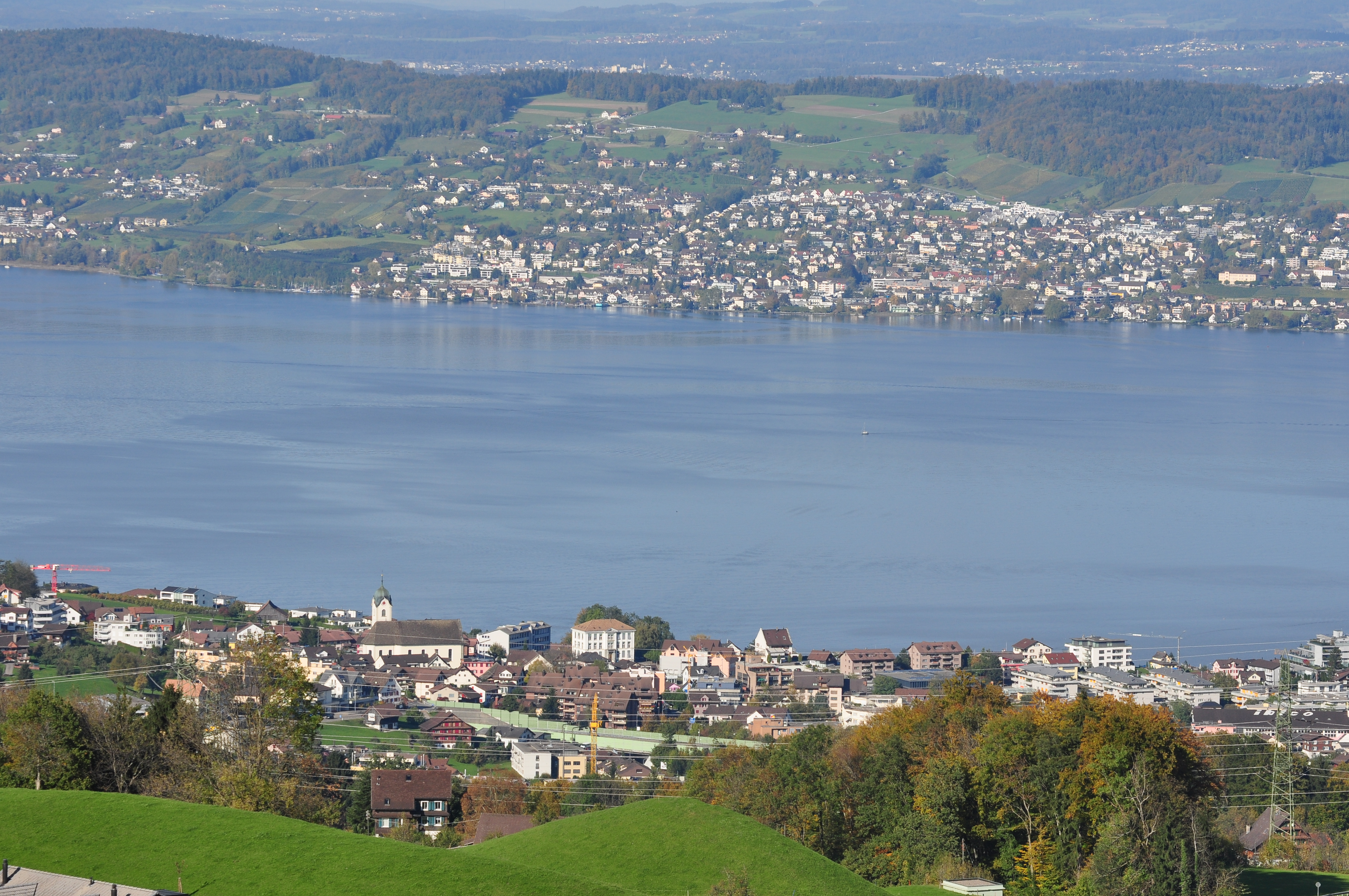
Ansicht von Feusisberg auf Stäfa, Wollerau im Vordergrund

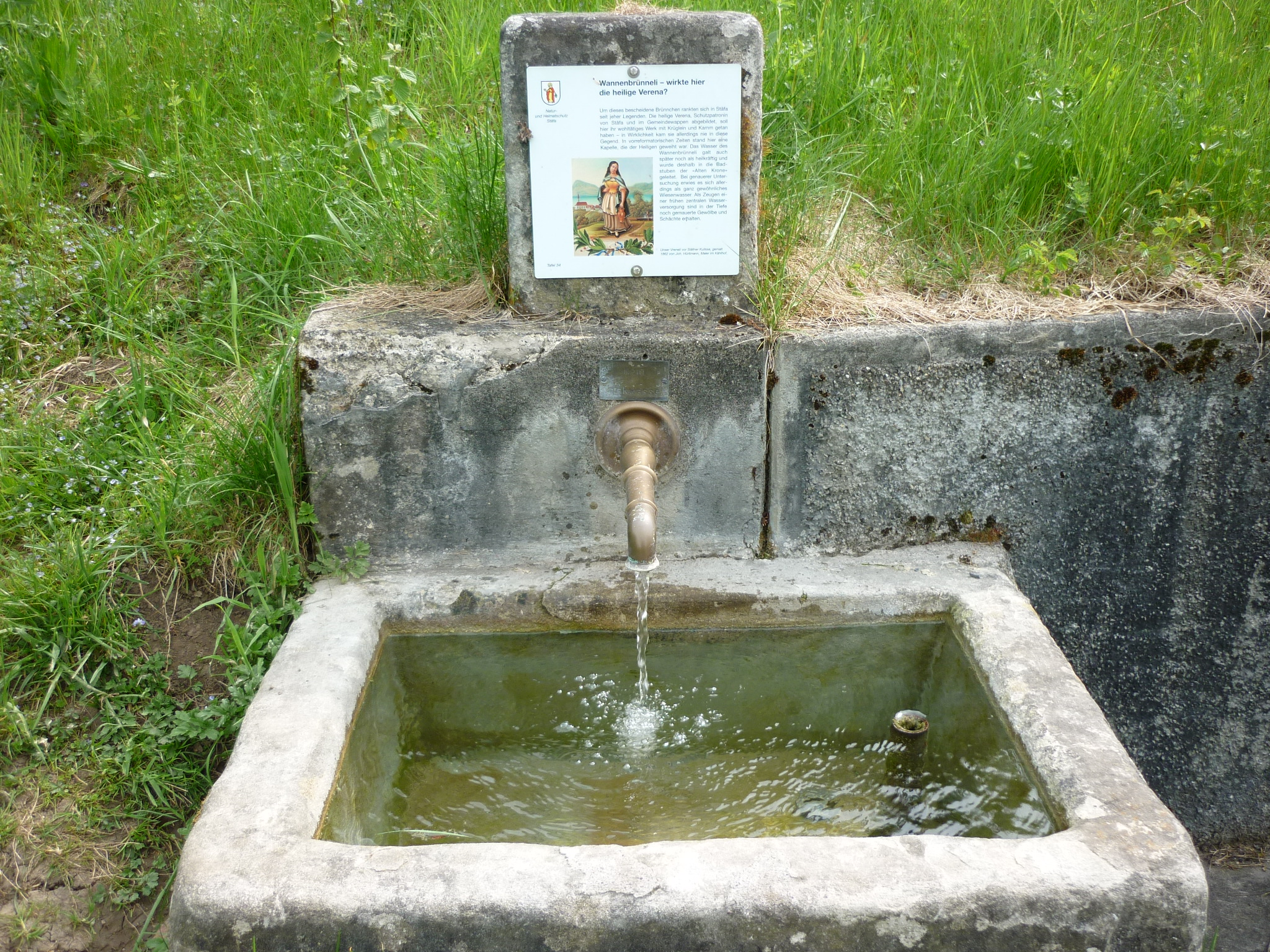
Wannenbrünneli der heiligen Verena, Zeuge früher zentraler Wasserversorgung

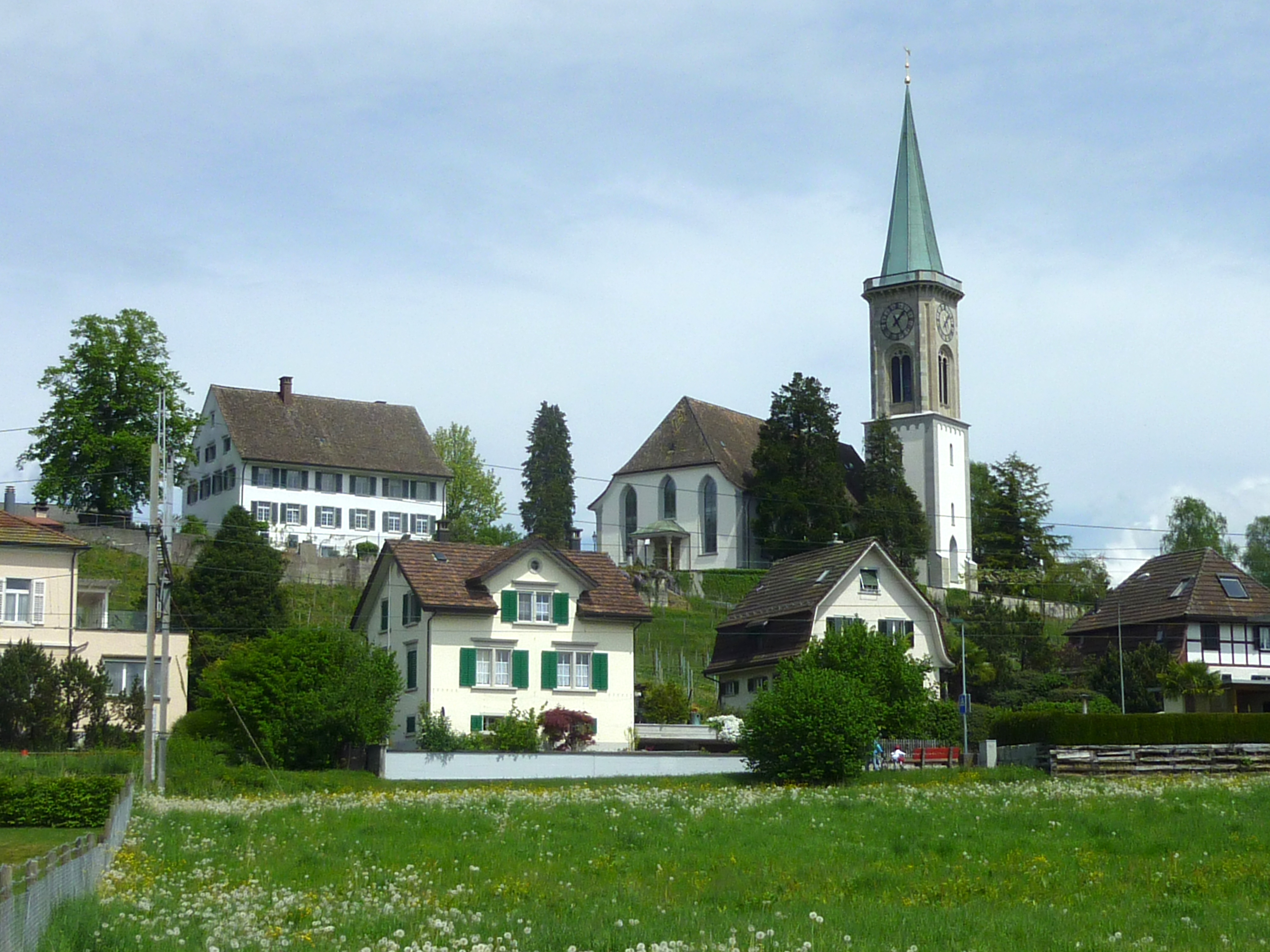
Reformierte Kirche

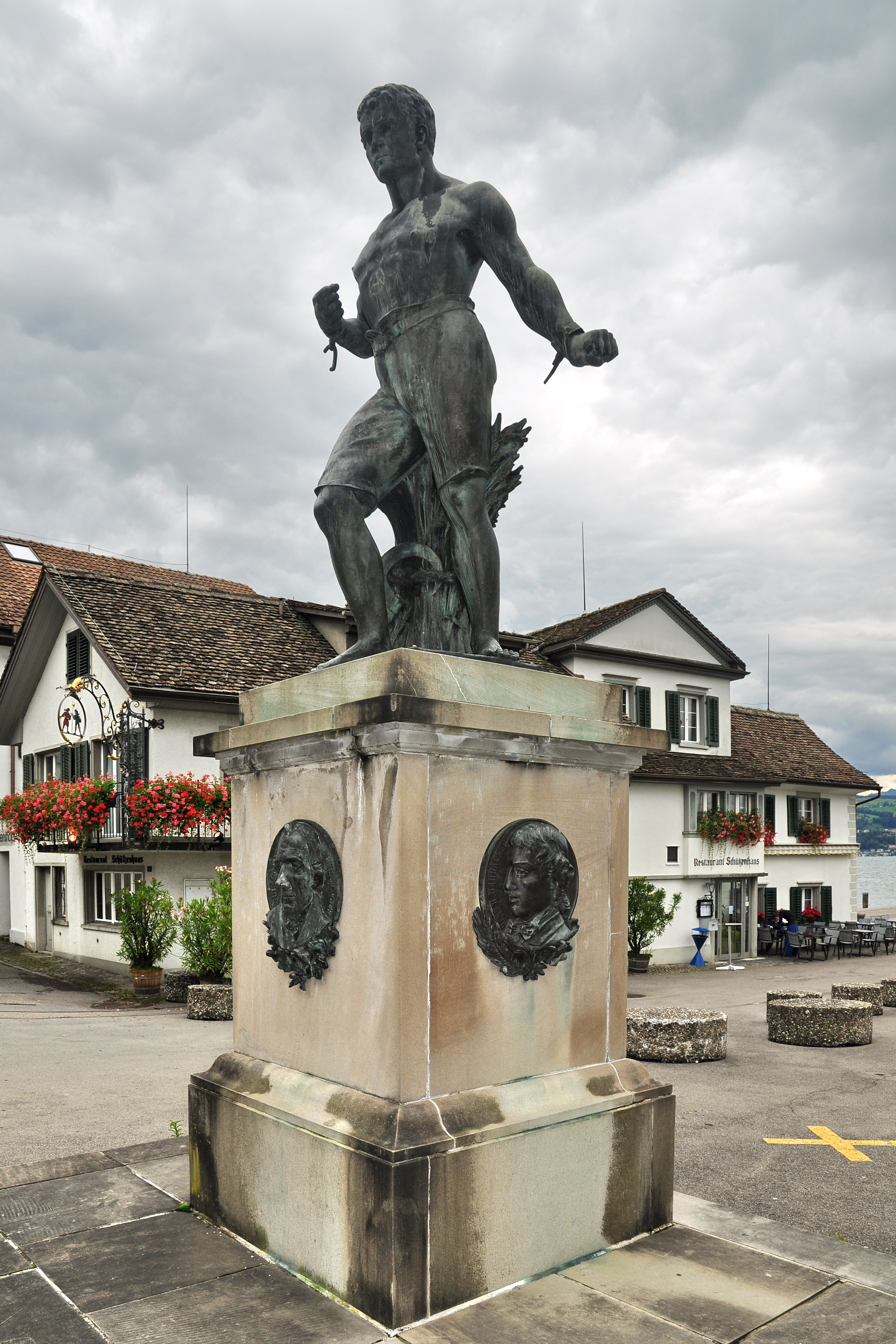
Das Patriotendenkmal Kettensprenger (vgl. Stäfnerhandel) von August Bösch (1898)

### Sehenswürdigkeiten

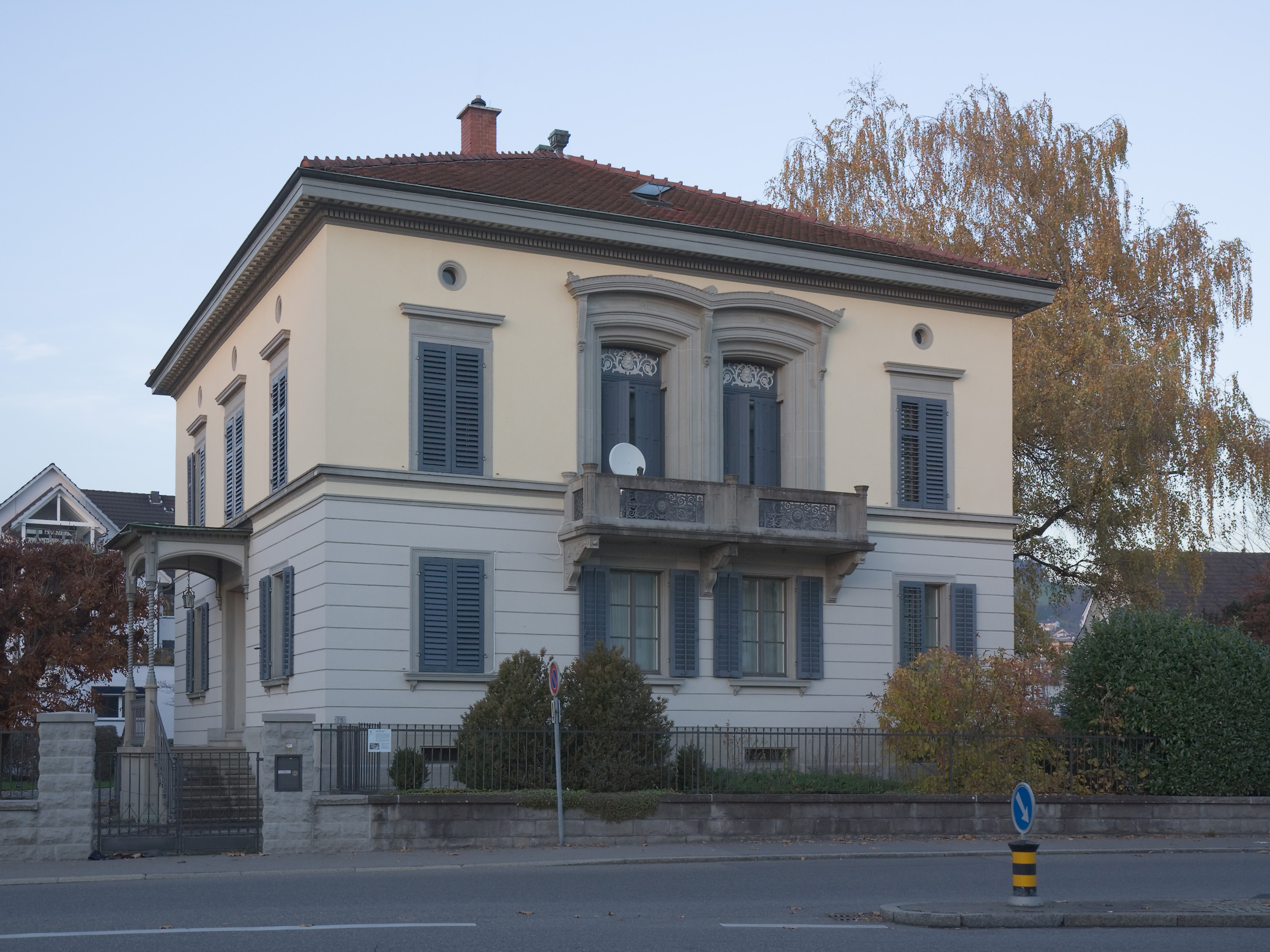
Stadlervilla

Sehenswürdigkeiten in Stäfa sind das Gasthaus Alte Krone, wo Johann Wolfgang von Goethe 1797 beim Besuch seines Freundes Heinrich Meyer übernachtete – heute erinnert eine Gedenktafel daran – und das sogenannte Goethebänkli, von wo man einen grossartigen Blick auf den Zürichsee, die Insel Ufenau, den Etzel und die Alpen geniesst.
Architektonisch interessant ist die Villa des Ferdinand Stadler, fertiggestellt 1850.
Überregional bedeutsam sind die vom Künstler Dan Rubinstein (* 1940 in Netanja) gestalteten Glasfenster in der römisch-katholischen Kirche St. Verena, die Szenen der ersten beiden Bücher des Alten Testaments in leuchtenden Farben nacherzählen (Zyklus von 13 Fenstern, die unter das Motto «Barmherzigkeit und Liebe – Gesetz und Gerechtigkeit» gestellt sind).
Das historische Patriotendenkmal von August Bösch wurde 1898 eingeweiht.
In Ürikon steht am Seeufer das sogenannte Ritterhaus Ürikon mit Kapelle.
Im Ortsteil Kehlhof steht direkt am See die 1906 im Jugendstil erbaute Villa Sunneschy. Sie wurde 2001 umfangreich restauriert. Die Rückkehr zur freigelegten Originalsubstanz brachte Räume, die durch ihre Farbigkeit faszinieren. Die Villa mit ihrer grossen Wiese ist heute im Besitz der Gemeinde und wird öffentlich genutzt.
Weniger eine Sehenswürdigkeit als vielmehr eine Besonderheit ist der Stäfner Stein, ein in einer Untiefe vor Stäfa liegender Felsblock im Zürichsee.

### Ortsmuseum
Das Ortsmuseum zur Farb gibt einen Einblick in das Leben um 1600.

## Sport

### Sportanlagen
Die grösste Sportanlage in Stäfa ist der Sportplatz Frohberg. Neben drei Fussballplätzen (davon einer mit Kunstrasen) sind zahlreiche Tennisplätze, sowie die Mehrzweckhalle «Halle für Alle» zu finden.

### Handball
In Stäfa gibt es einen Handballclub mit einer Juniorenabteilung, die Lakers Stäfa. Die erste Mannschaft hat in der Saison 2008/2009 in der Nationalliga A gespielt, wurde als Tabellenletzter jedoch in die Nationalliga B relegiert. Am 1. Mai 2010 gelang der sofortige Wiederaufstieg in die höchste Spielklasse.

### Unihockey
Den Unihockeyclub Lokomotive Stäfa gibt es seit 1993.
Heute spielen acht Mannschaften in der Meisterschaft mit, in verschiedene Ligen.
Von den acht Mannschaften sind fünf Junioren.

### Fussball
Der 1895 gegründete FC Stäfa ist einer der ältesten Fussballvereine der Schweiz. Im Jahr 2019 zählte er 35 Mannschaften. Seit über 30 Jahren kicken auch Frauen auf der Sportanlage Frohberg.
Der Club hat rund 700 Aktivmitglieder und unterhält 24 Junioren- und 6 Juniorinnen-Mannschaften.

### Volleyball
Der Volleyballclub Stäfa wurde 1974 gegründet und bestand damals aus mehreren Teams. Im Laufe der Zeit verschwanden einzelne Mannschaften, bis nur noch eine Damen- und eine Juniorinnen-Mannschaft blieb. 2010 entstand erneut ein Herrenteam, das von 2011/12 bis 2016/17 in der 4. Liga und seit 2017/18 in der 3. Liga spielt. Ein neues Damenteam bildete sich im Mai 2016 und spielt seit der Saison 2017/18 in der 5. Liga.
Der Verein zählt rund 85 Mitglieder und nimmt mit 2 Juniorenteams an den aktuellen Meisterschaften teil. (Stand 2022)

### Turnverein
Der Turnverein Stäfa bezweckt in erster Linie die Förderung und Unterstützung des Breiten- und Leistungssportes. Jeder soll nach seinen Möglichkeiten und Grenzen mithalten können. Ganz nach dem Motto, Turnen in einem Verein von 3–99 Jahren, bietet der Turnverein Stäfa sportliche Aktivitäten für alle Altersstufen.

## Persönlichkeiten
- Peter Arens (1928–2015), Schauspieler und Theaterregisseur
- Oskar Bachmann (1941–2013), Politiker (SVP)
- Kaspar Baumann-Zürrer (1830–1896), Schweizer Kaufmann und Politiker
- Johann Jakob Bodmer (1737–1806), Fabrikant und Senator, Hauptangeklagter im Stäfnerhandel
- Alfred Bollinger (1932–2015), Mediziner und Professor für Angiologie
- Heinrich Braendlin (1777–1848), Kaufmann und Politiker
- Hans Kaspar Grob (1800–1865), evangelischer Geistlicher und Mitbegründer des Stäfner Waisenhauses
- Rudolf Hägni (1888–1956), Lehrer, Liedtexter und Schriftsteller
- Heinz Haller (1914–2004), deutscher Wirtschaftswissenschaftler und Staatssekretär, Wahlheimat und verstorben in Stäfa
- Jakob Hasler (1825–1880), Jurist und Politiker
- Johannes Jacob Hegetschweiler (1789–1839), Arzt, Politiker, Naturwissenschaftler
- Franziska Kohlund (1947–2014), Schauspielerin und Theaterregisseurin
- Albert Kölla (1889–1988), Architekt des Neuen Bauens und der Heimatschutzarchitektur
- Karl Landolt (1925–2009), Künstler, in Stäfa geboren und gestorben
- Johann Jakob Leuthy (1798–1855), Dichter, Publizist, Reiseschriftsteller und Historiker
- Johann Heinrich Meyer (1760–1832), Maler, Autor, Direktor der Fürstlichen freien Zeichenschule, Goethes Freund
- Christoph Mörgeli (* 1960), Politiker (SVP) und Medizinhistoriker, in Stäfa geboren und lebt in Stäfa
- Ernst Näf (* 1920), Radrennfahrer
- Julius Oetiker (1877–1956), Direktor der Eidgenössischen Finanzverwaltung
- Hans Pfaff (1896–1971), Pfarrer und Schriftsteller, lebte und arbeitete ab 1935 bis zu seinem Tod in Stäfa
- Johann Caspar Pfenninger (1737–1806), Arzt und Politiker, Angeklagter im Stäfnerhandel
- Albert Pfister (1884–1978), Maler
- Rudolf Rebmann (1759–1837), Landwirt und Politiker
- Hans Heinrich Ryffel (1804–1880), Unternehmer und Politiker
- Stefan Stahel (* 1962), Jazzmusiker
- Tina Turner (1939–2023), Sängerin, besass mit Ehemann Erwin Bach das Landgut «Steinfels» in Uerikon[19]
- Werner Vetterli (1929–2008), Sportler, Sportreporter, Fernsehmoderator und Politiker (SVP), in Stäfa geboren und aufgewachsen
- Ernst Wiechert (1887–1950), Schriftsteller, lebte von 1948 bis 1950 in Uerikon
- Alexander Ziegler (1944–1987), Schauspieler und Schriftsteller, lebte viele Jahre in Stäfa